# Candes-Saint-Martin
Candes-Saint-Martin település Franciaországban, Indre-et-Loire megyében. Lakosainak száma 182 fő (2022. január 1.). Candes-Saint-Martin Fontevraud-l’Abbaye, Montsoreau, Couziers, Saint-Germain-sur-Vienne és Savigny-en-Véron községekkel határos.
Chinontól északnyugatra, a Loire partján, a Vienne torkolatánál fekvő település.

## Története
Itt a Vienne torkolatánál már az ókorban is erősség állt.  A hely nevezetessége, hogy itt halt meg Szent Márton 397-ben. A település temploma állítólag épp ezen a helyen épült. A szentélyétől balra levő Szent Márton-kápolna állítólag éppen ezen a helyen áll, ahol 16 évszázaddal az a cella állt, ahol kilehelte lelkét. 
A templom maga valamikor a 12.-13. században épült,a későbbi viharos időkben valóságos erődítménnyé változtatták.

## Galéria

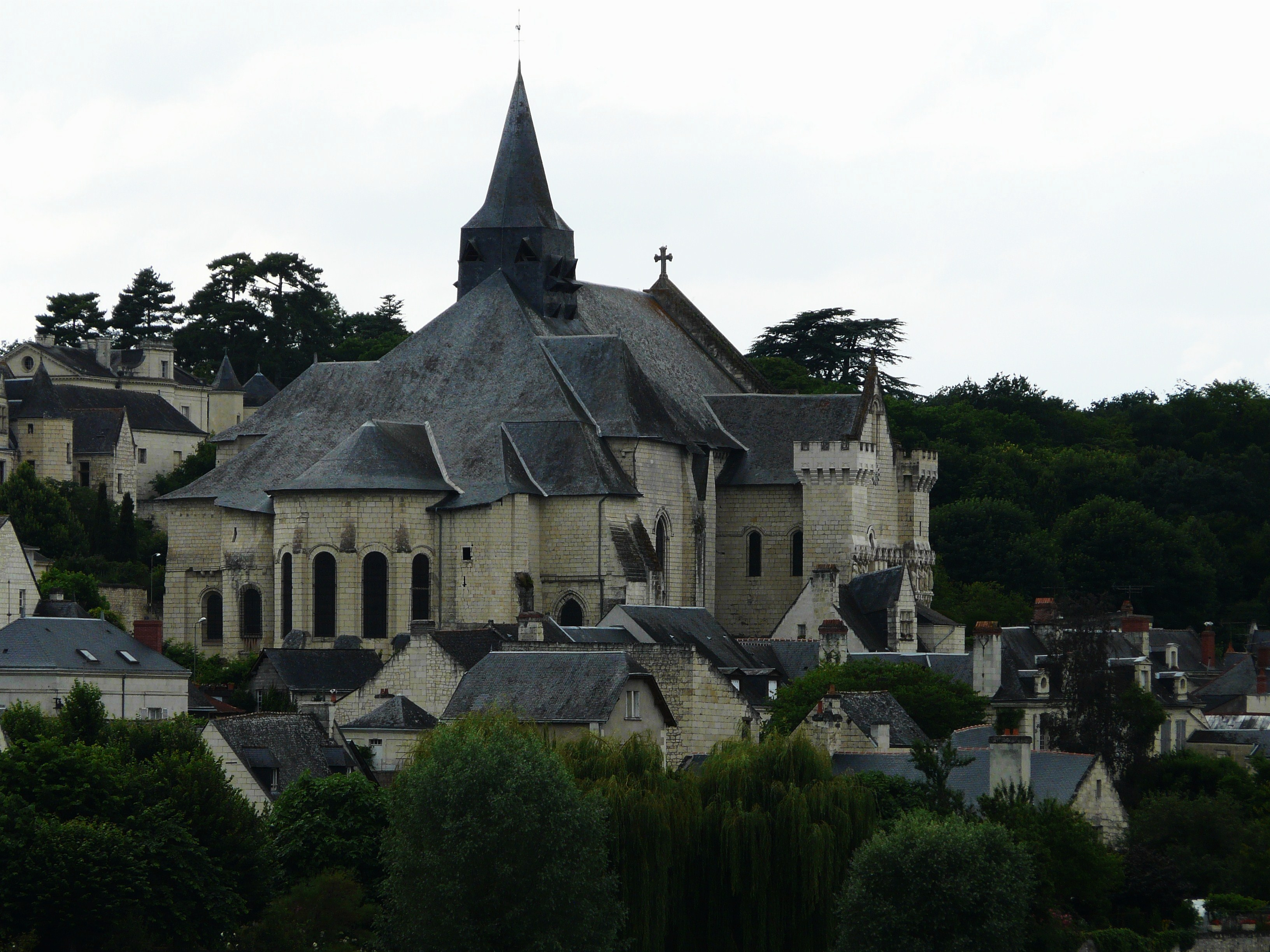
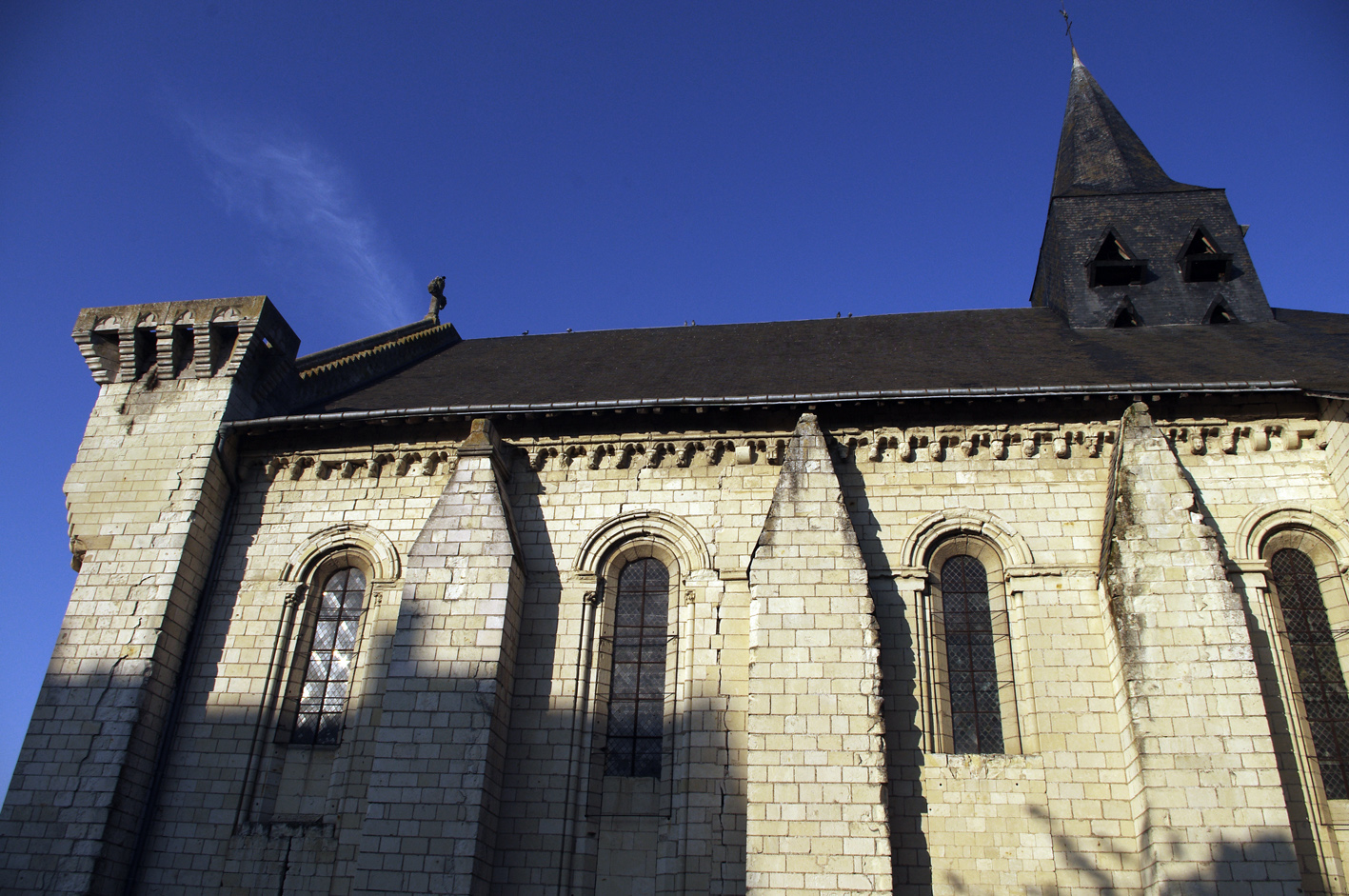
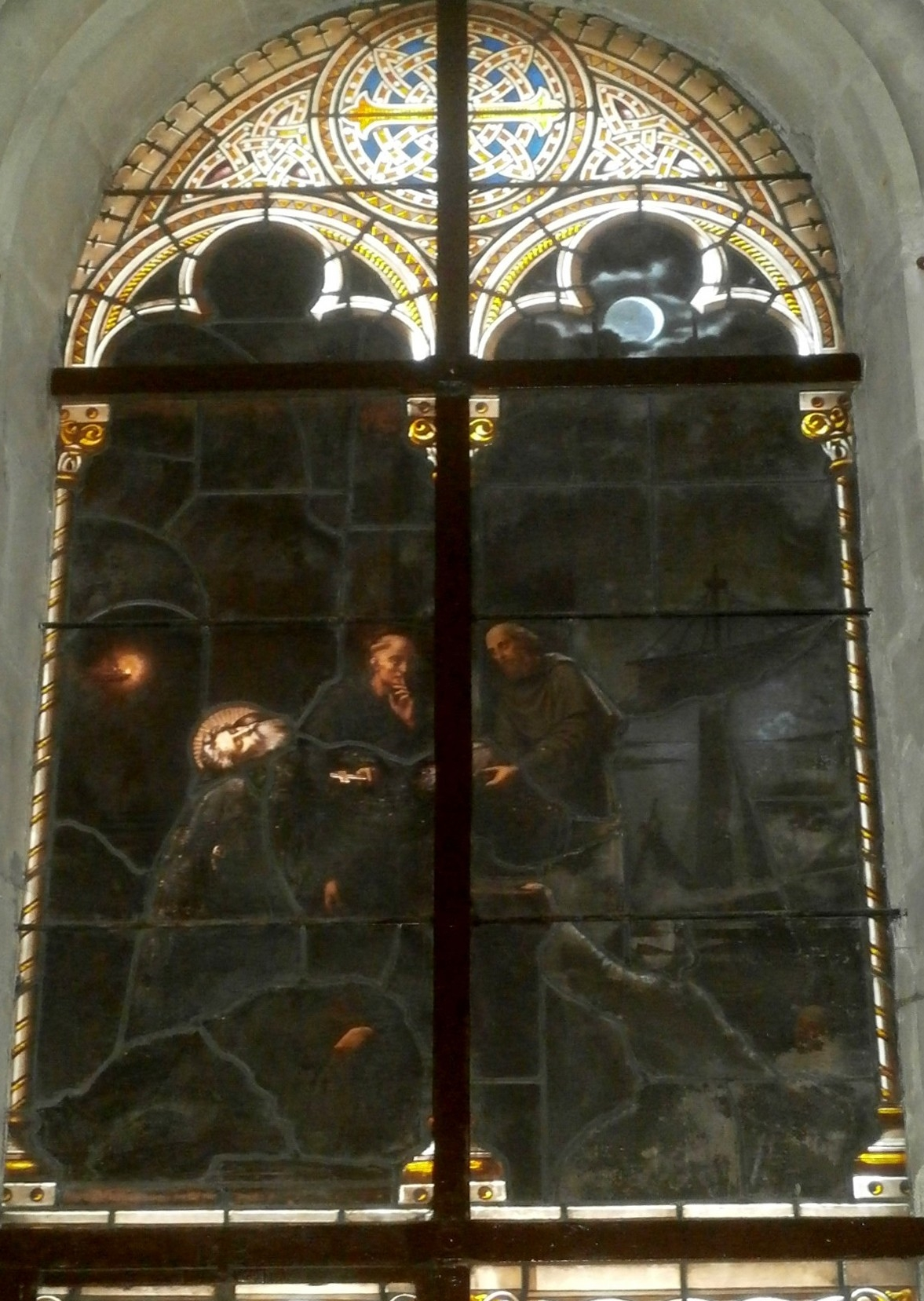
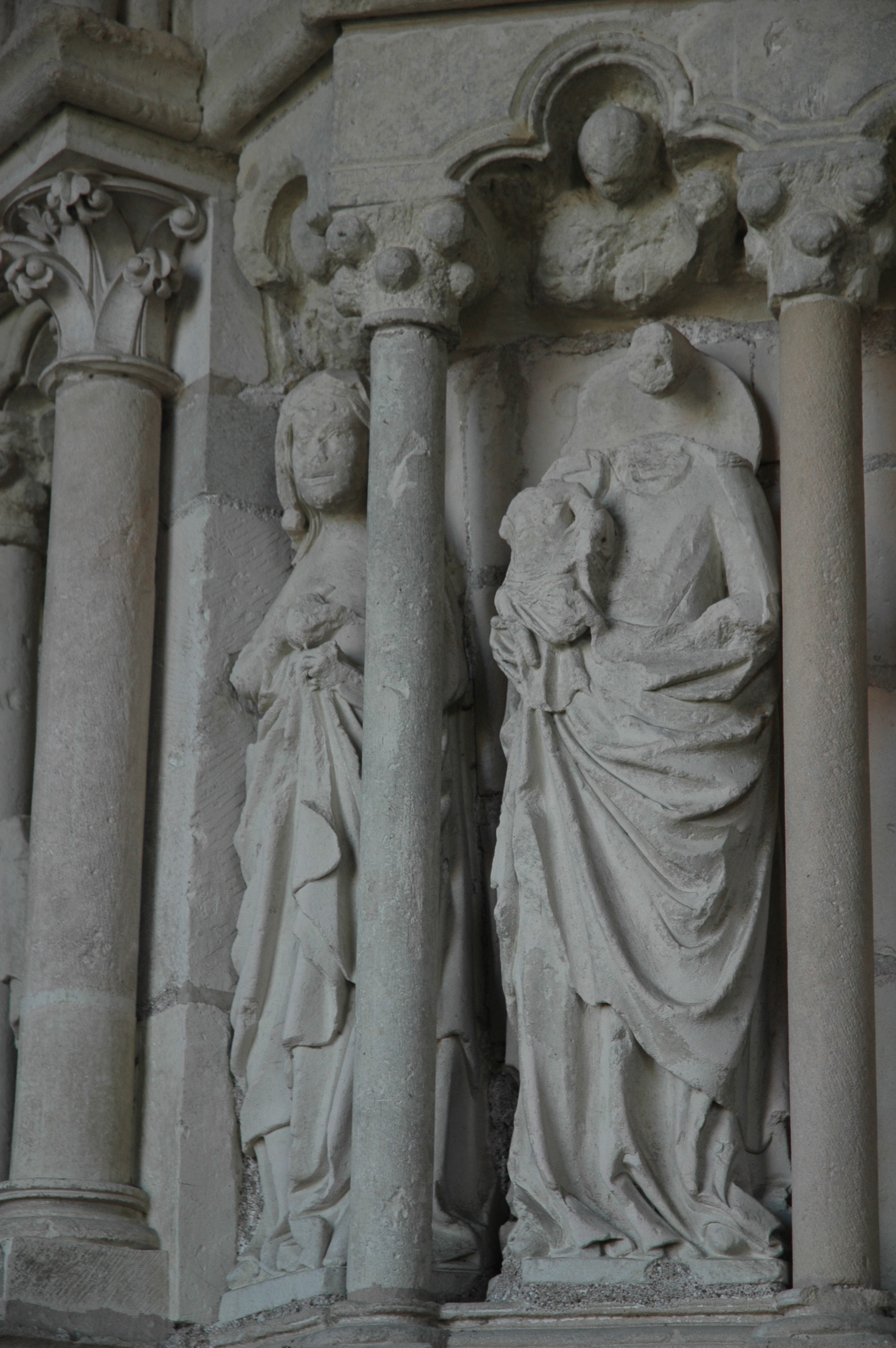
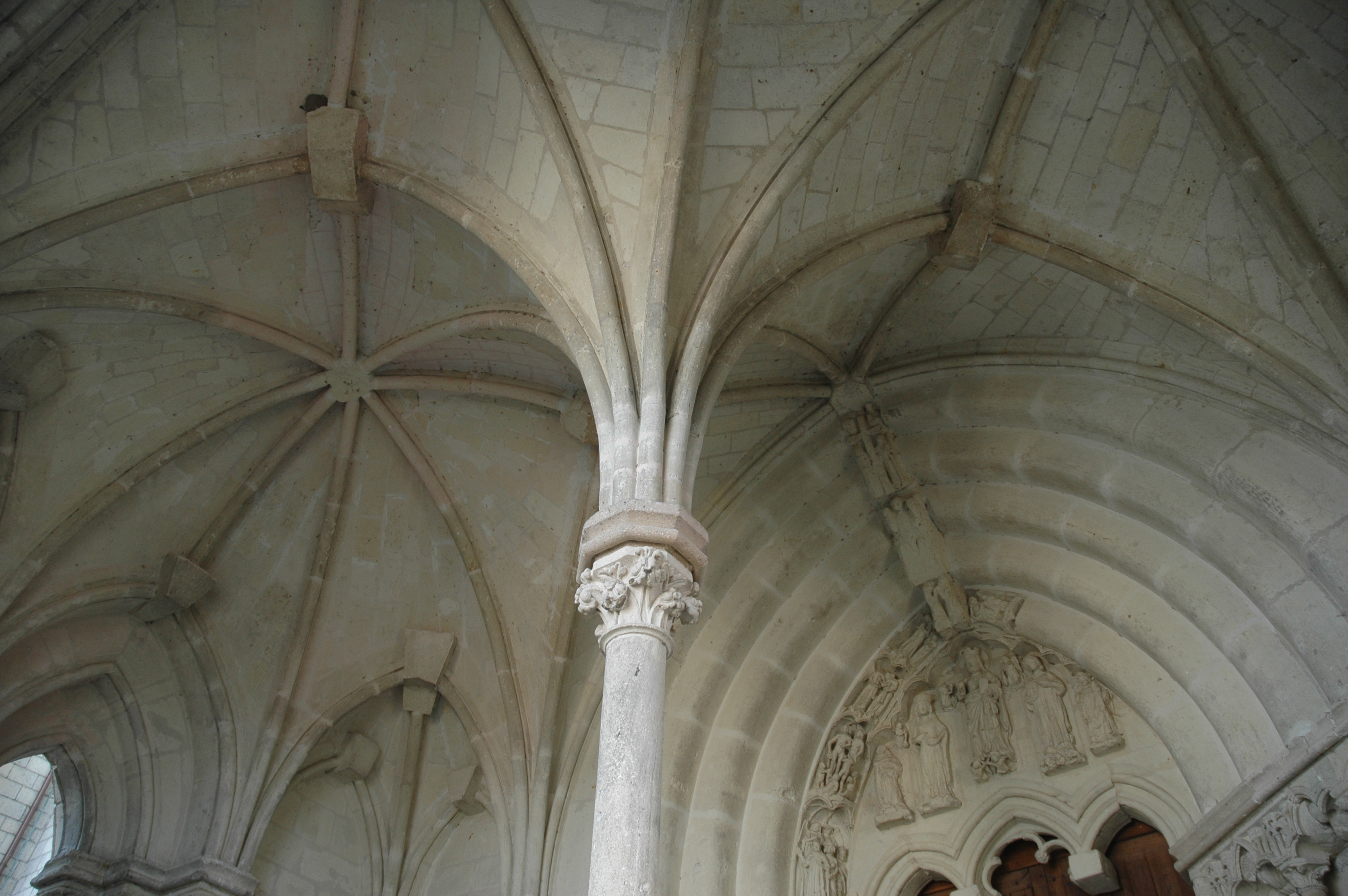
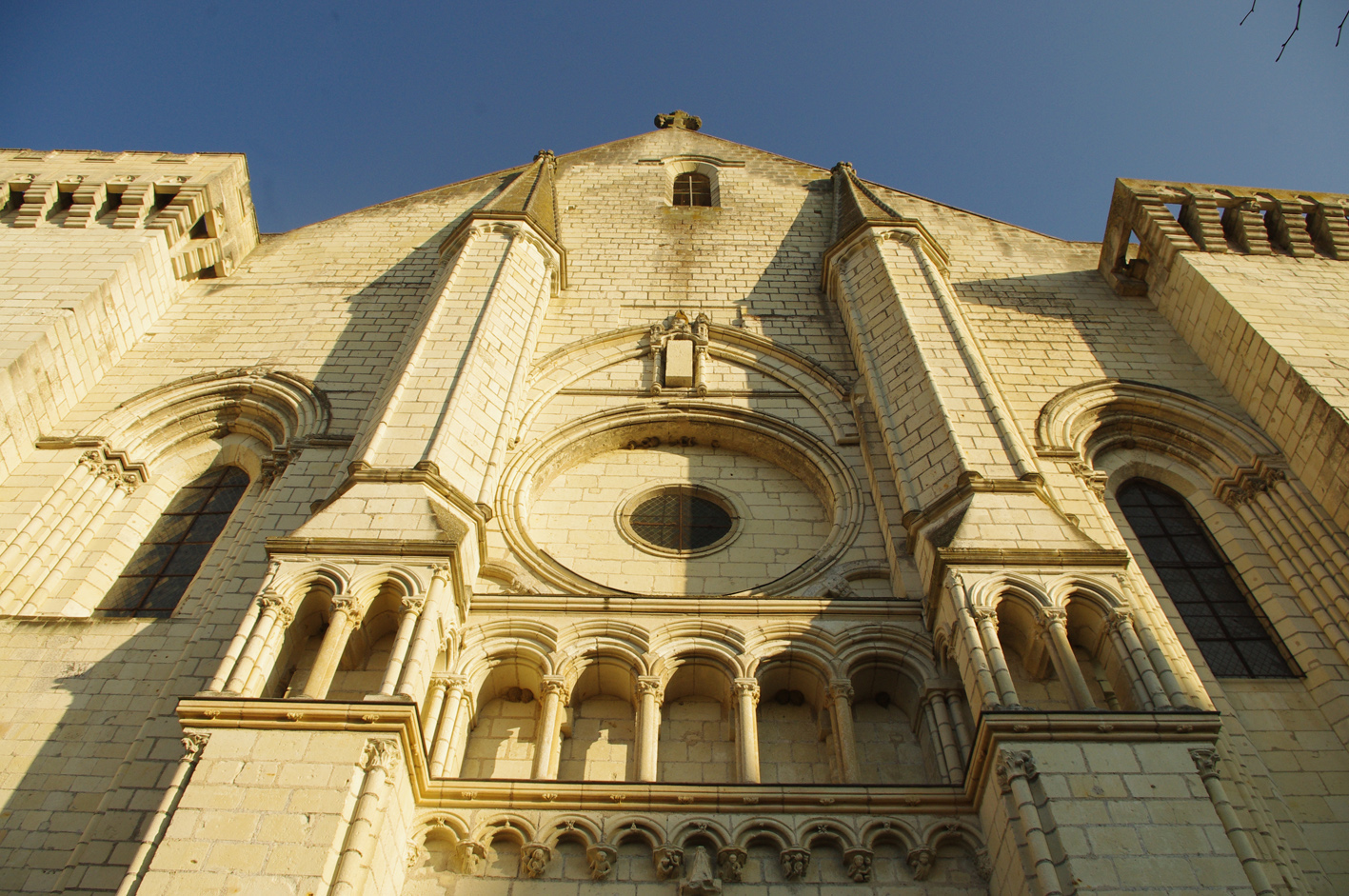
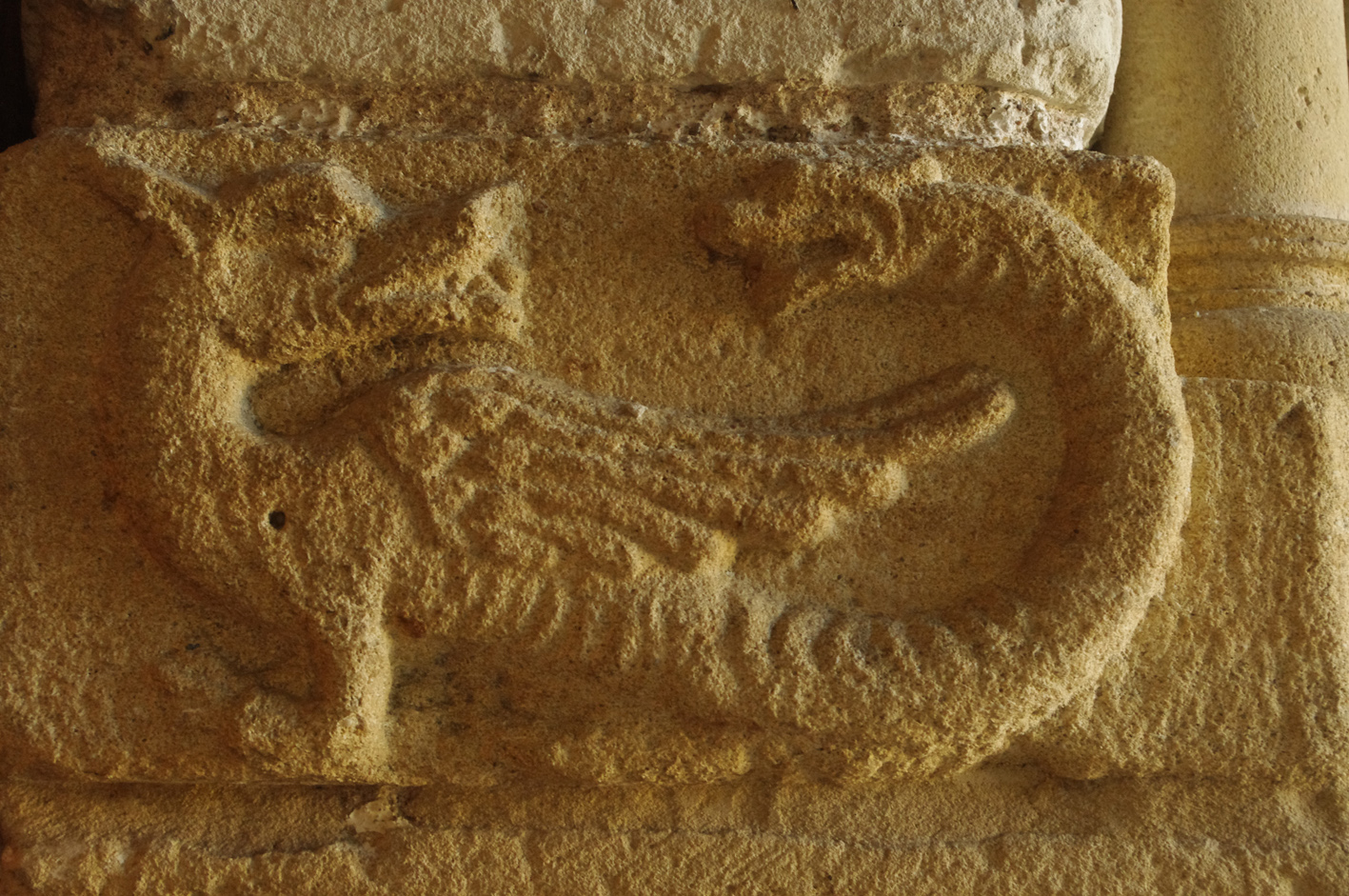
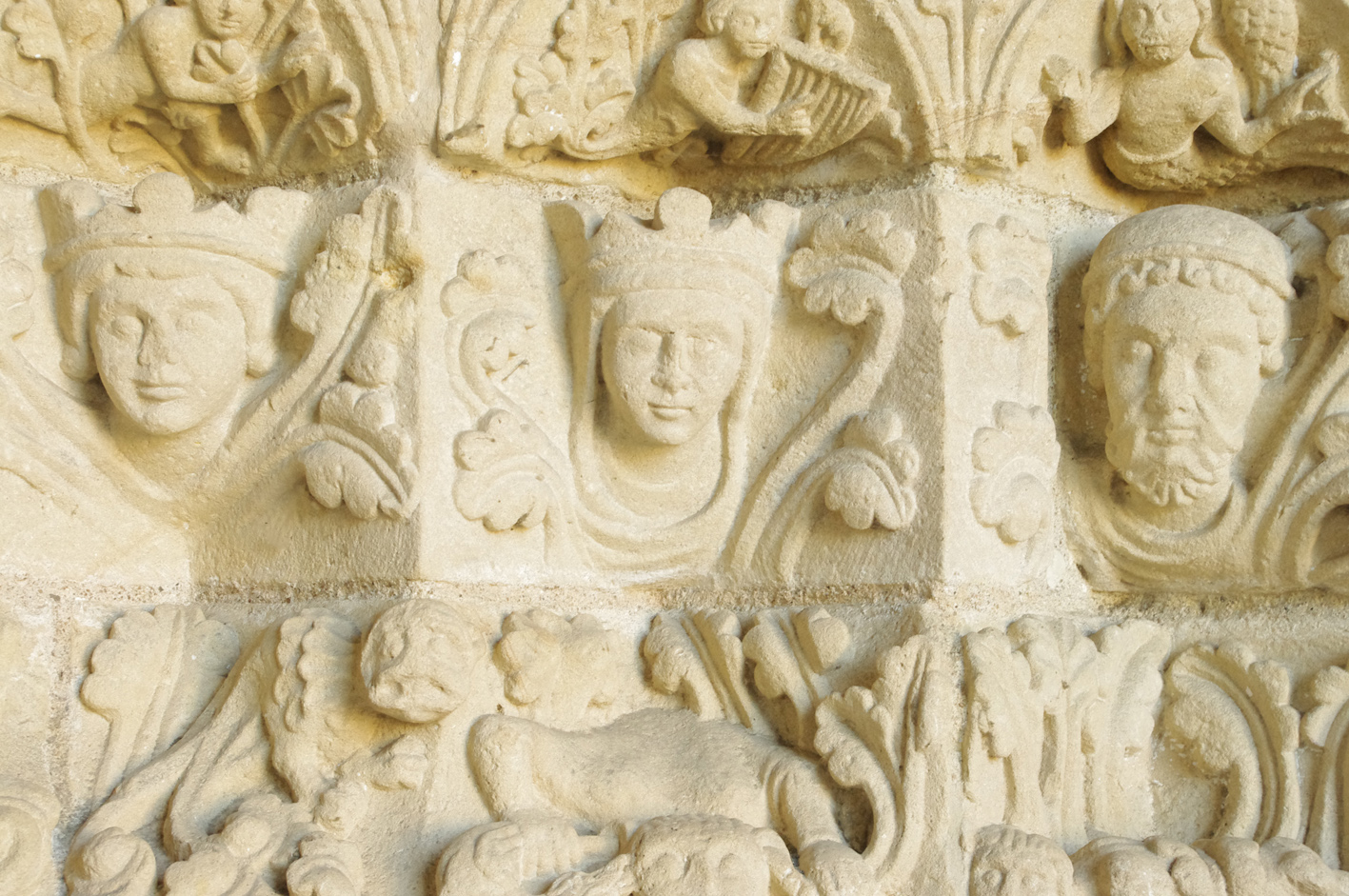
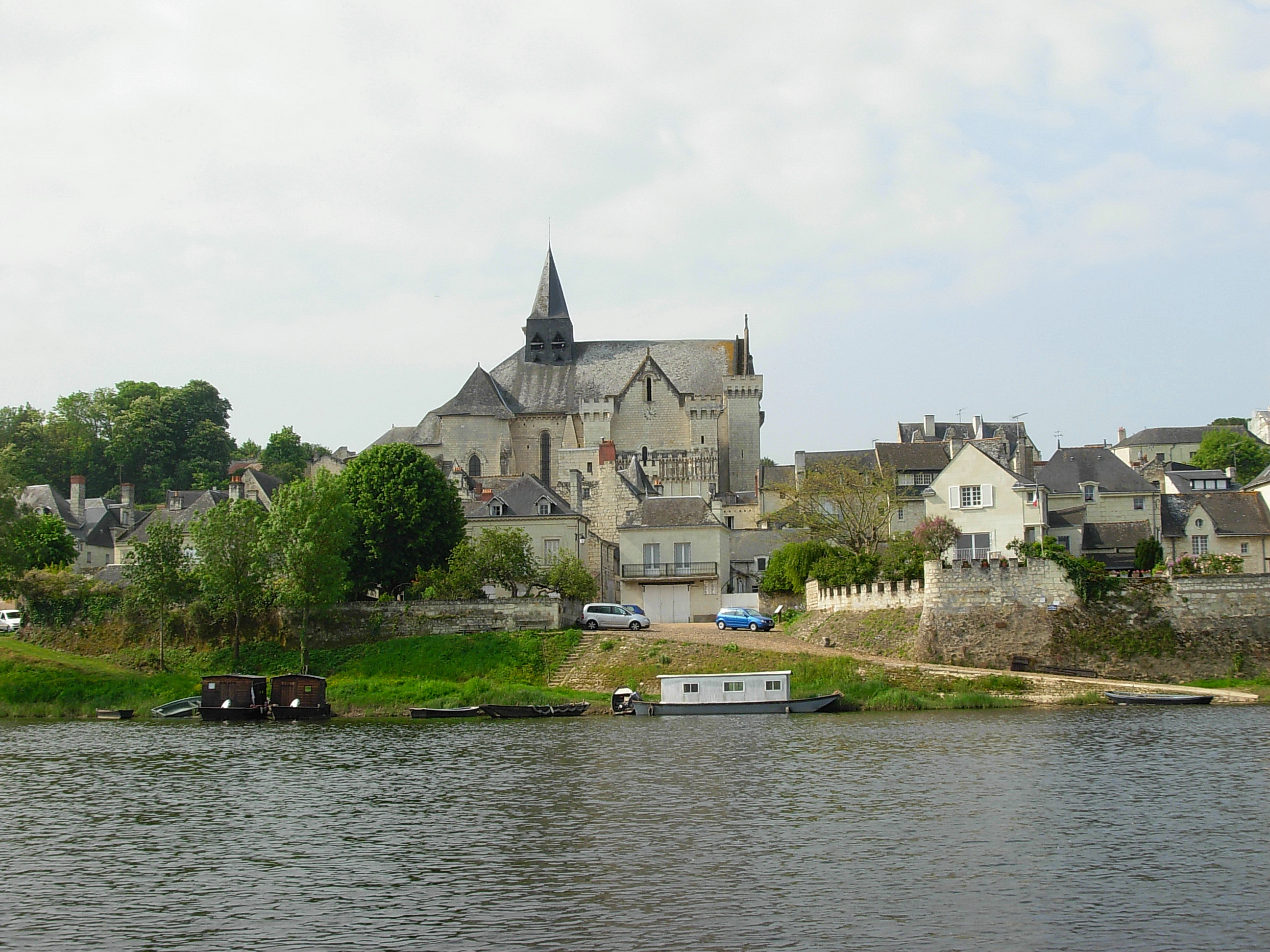
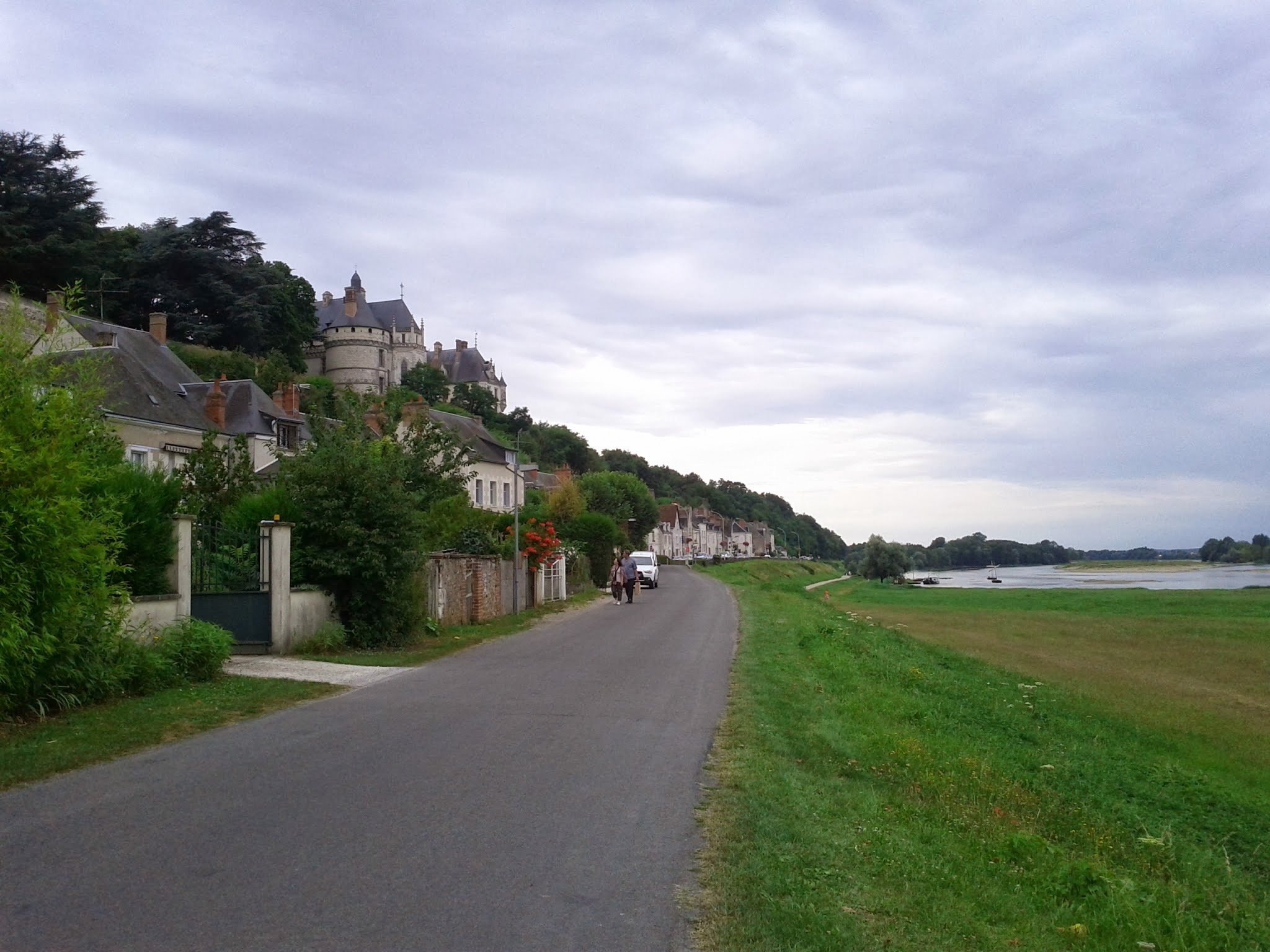
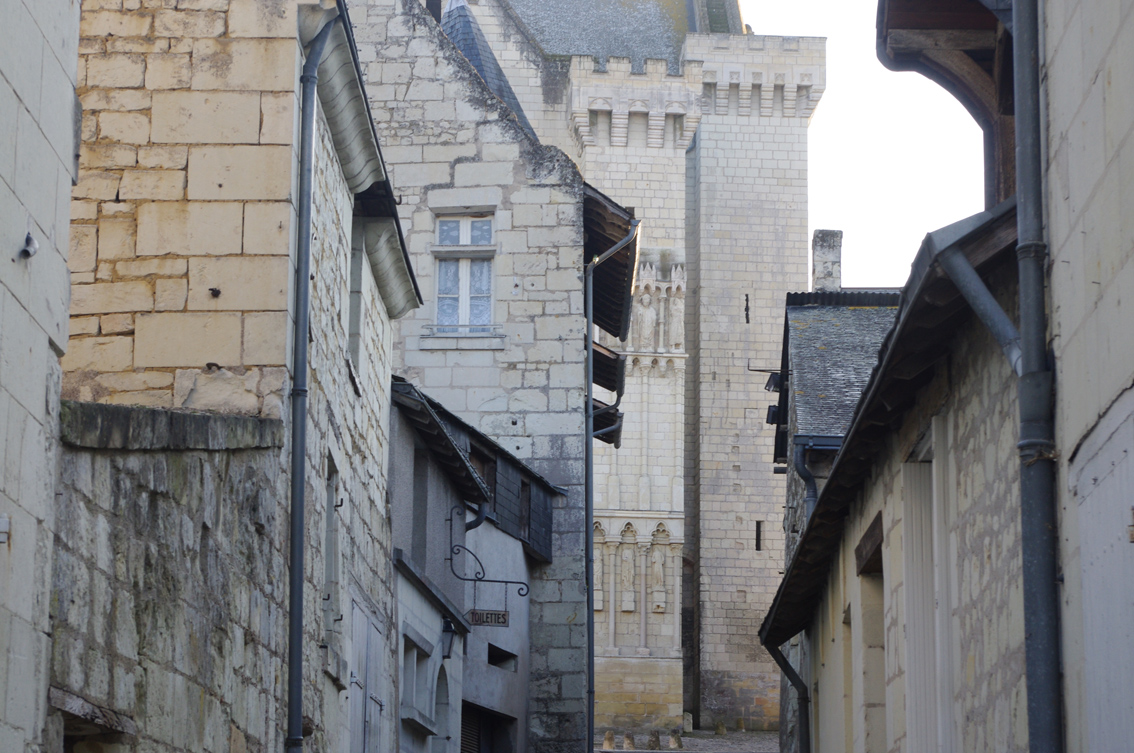